# Brian Jones

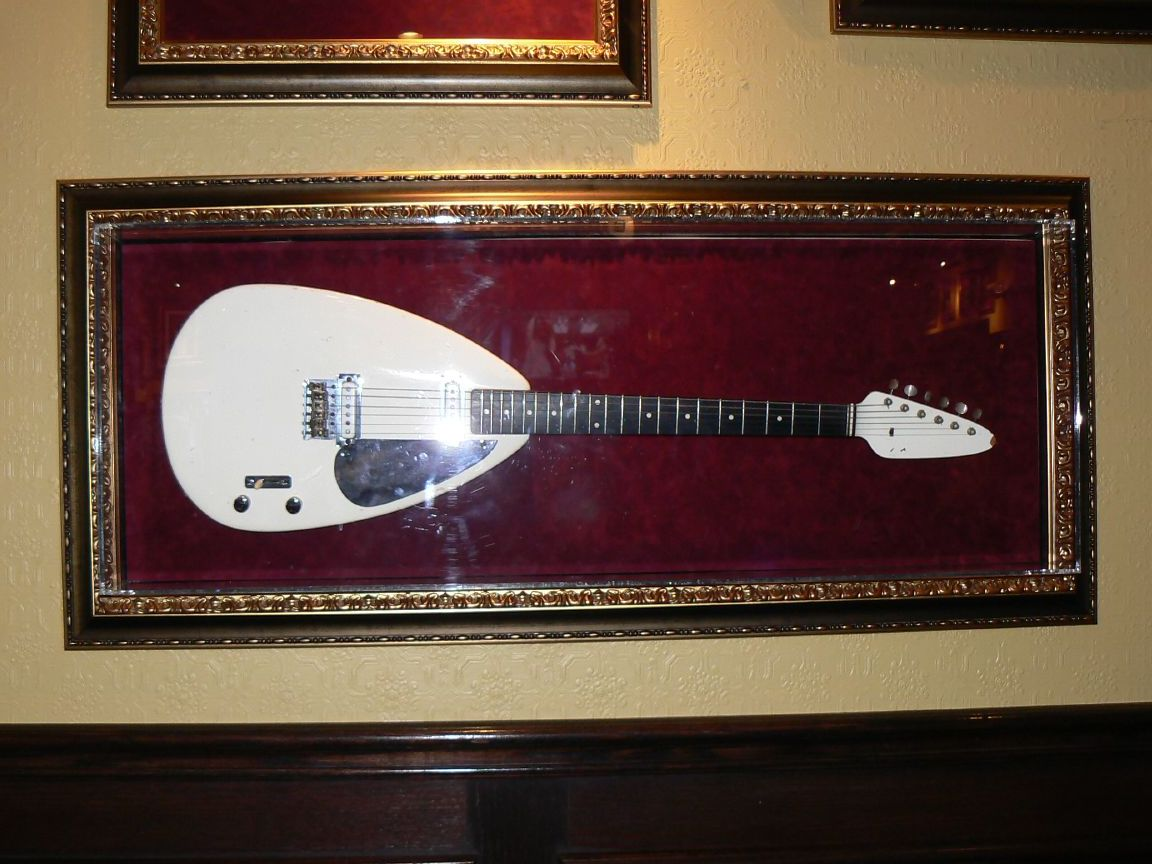
Vox Teardrop Mark VI, usada por Brian

Lewis Brian Hopkin Jones (Cheltenham, Gloucestershire, 28 de fevereiro de 1942 – Hartfield, 3 de julho de 1969) foi um músico inglês e membro-fundador da banda The Rolling Stones.

## Vida
Filho de um engenheiro da marinha inglesa, Lewis Jones, com uma dona de casa, Brian era conhecido pela sua versatilidade musical, tocando vários instrumentos diferentes, ainda que se tenha notabilizado como guitarrista da banda. Músico de origem clássica (Brian aprendeu a tocar com sua mãe que ministrava aulas de piano na Igreja próxima) era inicialmente o único músico da banda capaz de ler e escrever partituras.
Durante seu período nos Rolling Stones ele manteve uma inventividade que gerou o Rolling Stones Rock'n Roll Circus, entre outros. Costumava usar roupas extravagantes, além de um estilo de vida baseado no "sexo, drogas e rock'n roll".
Apesar da fama e fortuna originada pelo sucesso da banda, Brian acabou por ceder ao uso desregrado de drogas, o que lhe valeu o desprendimento do grupo em 8 de junho de 1969. Menos de um mês depois, no dia 3 de julho, Brian foi encontrado afogado na piscina de sua casa, Cotchford Farm, em Sussex, antiga casa do escritor A. A. Milne, criador do Ursinho Pooh, que o músico adorava. Desde sua morte, tida oficialmente como acidental, muitas dúvidas e livros encheram a mídia, alimentando muitas teorias conspiratórias.
Apesar dos poucos anos de vida é considerado um dos mentores do estilo adotado pela banda. Deixou um grande número de fãs que cultuam sua imagem e contribuição musical até os dias de hoje.

## Período nos Rolling Stones
Na primavera de 1962, Jones convidou Jagger e Richards para formar uma banda, que se chamaria The Rolling Stones, inspirado no trecho de uma canção de Muddy Waters (Rollin' Stone) que dizia: "… pedras rolantes não criam musgo…", e cujo nome foi utilizado oficialmente, pela primeira vez, em sua apresentação no Marquee Club de Londres em 12 de julho de 1962. Posteriormente Brian e o então promotor da banda, Andrew Loog Oldham, a rebatizaram, chamando-a de Rolling Stones.
Embora não tivesse a mesma facilidade de Keith e Jagger para compor músicas, ele era um grande instrumentista, sendo, junto a George Harrison, um dos primeiros roqueiros a introduzir a cítara em suas músicas. Tocava gaita tão bem quanto guitarra, assim como vários outros instrumentos, sendo responsável por várias contribuições marcantes em músicas dos Stones, como a harpa em "You got the Silver", saxofone em "Dandelion", acordeon em Back Street Girl, entre outras. Fez os slides de guitarra na versão dos Stones de "I wanna be your man", em "I'm king bee" e outros. Também tocou o saxfone na música dos Beatles, "You Know My Name (Look Up the Number)", em 8 de junho de 1967. Também em 1967, ele compôs a trilha sonora do filme A Degree Of Murder, no qual Anita Pallenberg, (Sua namorada na época) atuou como protagonista.
Foi afastado da banda em 1969 por causa de sua dependência de drogas, sendo substituído por Mick Taylor. Seu último álbum feito com os Stones foi Let it Bleed, e ele tocou apenas em algumas músicas.

## Morte
No dia 3 de julho de 1969, aos 27 anos de idade, Jones foi encontrado pela sua namorada afogado no fundo de sua piscina. No final do filme Stoned, realizado em 2005, supõe-se que sua morte foi causada por Frank Thorogood, um dos empreiteiros que trabalhava em reformas na casa de Brian.[carece de fontes?] Frank teria confessado o crime à sua filha, em 1993, quando estava em seu leito de morte. A história, entretanto, nunca foi confirmada e há quem duvide dessa versão (incluindo aí o próprio Keith Richards).[carece de fontes?] Encontra-se sepultado no Cheltenham Cemetery and Crematorium, Cheltenham, Gloucestershire na Inglaterra.

## Discografia com os Rolling Stones
- 1964 - The Rolling Stones (England's Newest Hitmakers)
- 1964 - 12 x 5
- 1965 - Out of Our Heads
- 1965 - Got Live if You Want It!
- 1965 - December's Children (And Everybody's)
- 1965 - Rolling Stones Now!
- 1966 - Aftermath
- 1967 - Their Satanic Majesties Request
- 1967 - Flowers
- 1967 - Between the Buttons
- 1968 - Beggars Banquet
- 1969 - Let It Bleed (participou das Músicas "Midnight Rambler" e "You Got the Silver")

## Músicas compostas com os Rolling Stones
- 1963 - Stoned
- 1964 - Now I've Got A Witness
- 1964 - And Mr Spector And Mr Pitney Came Too (com Phil Spector)
- 1964 - Little By Little (com Phil Spector)
- 1964 - 2120 South Michigan Avenue
- 1964 - Stewed And Keefed (Brian's Blues)
- 1965 - The Under Assistant West Coast Promotion Man